# Ectobius willemsei
Ectobius willemsei är en kackerlacksart som beskrevs av Failla och Andre Messina 1980. Ectobius willemsei ingår i släktet Ectobius och familjen småkackerlackor.
Artens utbredningsområde är Grekland. Inga underarter finns listade i Catalogue of Life.